# Else Birkmose
Else Birkmose-Pedersen, coniugata Gunnarson (Copenaghen, 3 gennaio 1931 – Aalsgaarde, 28 settembre 1998), è stata una pallamanista, allenatrice di pallamano e cestista danese.

## Carriera

### Pallamano
Con la Danimarca disputò il Campionato mondiale del 1962, dove vinse la medaglia d'argento.
Tra il 1951 e 1965 vinse sette volte il campionato danese.

### Pallacanestro
Con la Danimarca disputò due edizioni dei Campionati europei (1954, 1956).